# Nieńcy

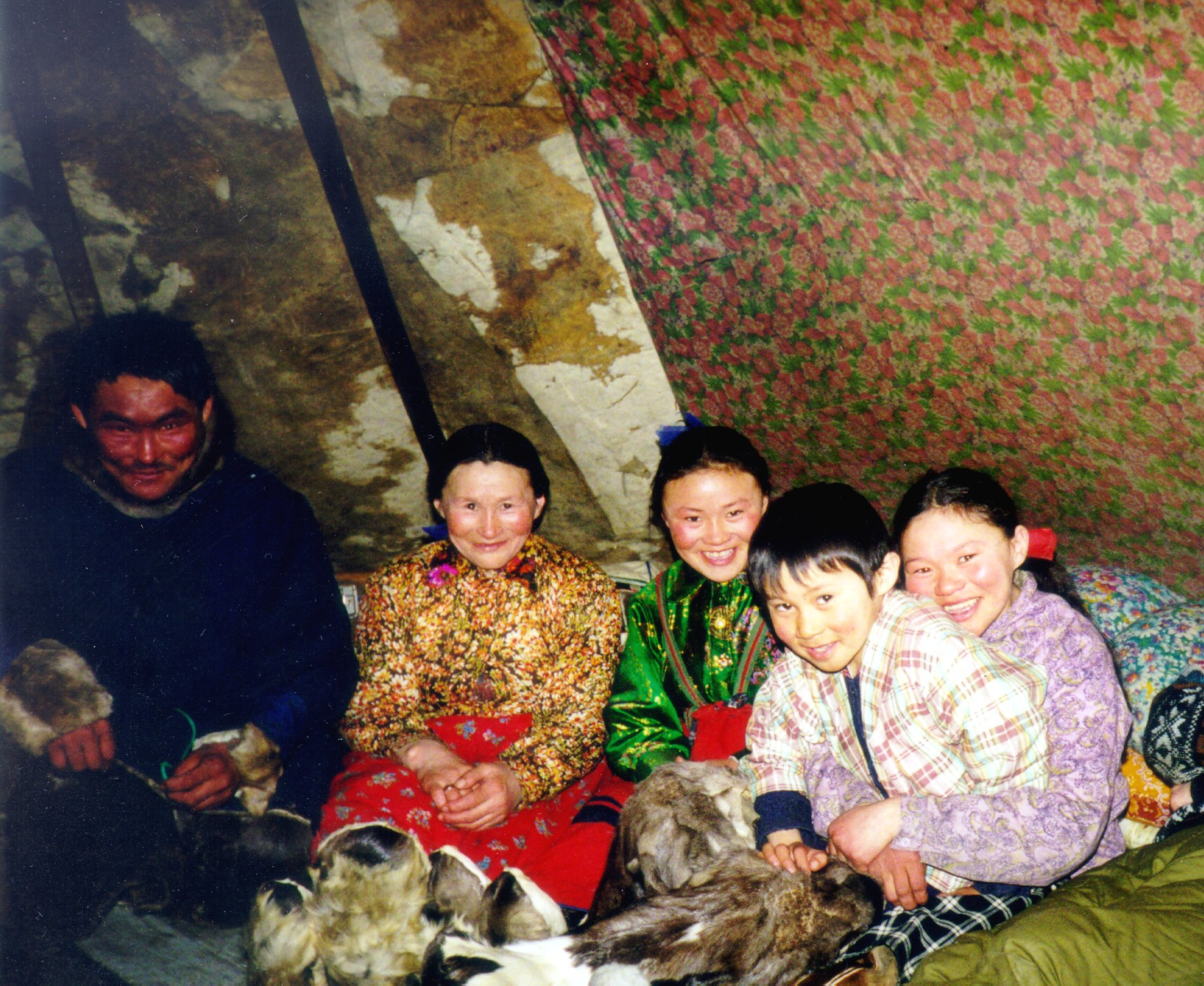
Nieńcy – rodzina w namiocie

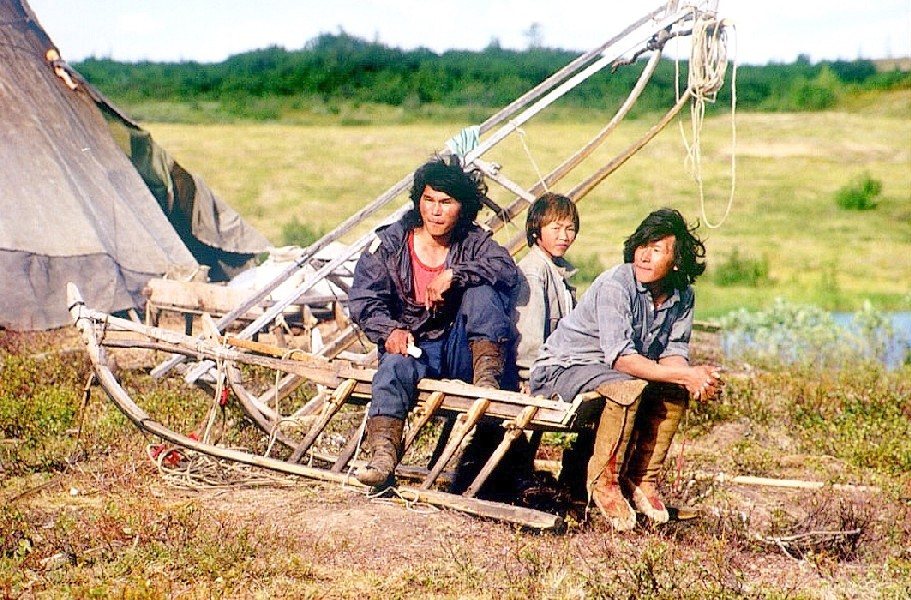
Nieńcy

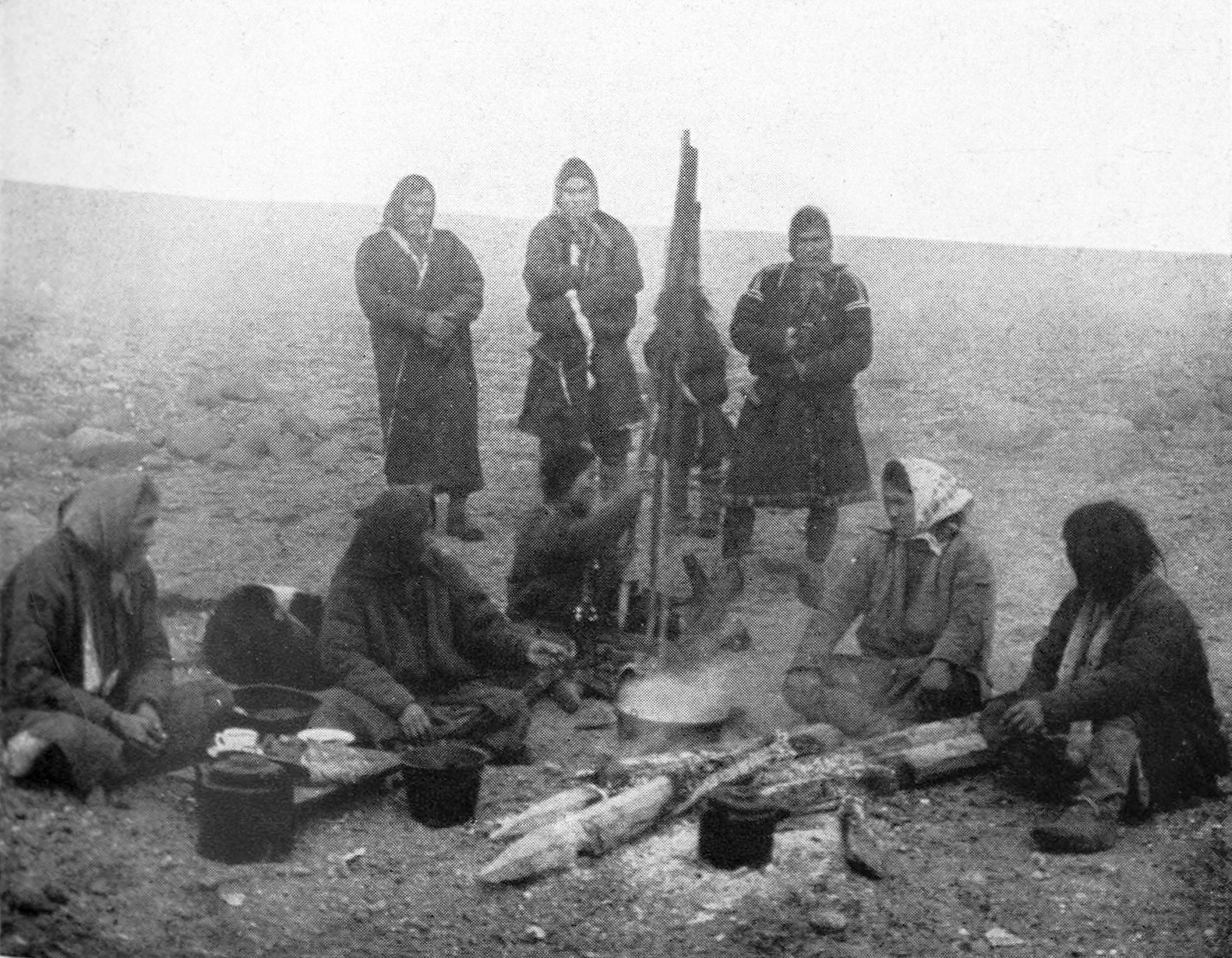
Obozowisko Nieńców (zdjęcie z 1914 r.)

Nieńcy (ros. не́нцы, nazwa własna: ненэць, l. mn. nienycja, dawniej nazywani Jurak-Samojedami lub Jurakami) – naród uralski zaliczany do Samojedów, zamieszkujący północno-wschodni skrawek Europy i leżące przy nim azjatyckie obszary północno-zachodniej Syberii.
Prowadzili tradycyjnie koczowniczy tryb życia. Ich głównym pożywieniem są renifery. Wykorzystują je także do robienia odzieży.

## Liczebność i obszary zamieszkiwania
Populacja Nieńców w 2002 r. liczyła 41 302 osób. Zamieszkują oni polarne rejony północno-wschodniej Europy i północno-zachodniej Azji, od półwyspu Kanin do delty Jeniseju, o powierzchni ok. 1 mln km², aczkolwiek nie są jedyną ludnością rdzenną na tym obszarze.
Obszary te wchodzą w skład głównie rosyjskich okręgów autonomicznych: Nienieckiego i Jamalsko-Nienieckiego oraz Kraju Krasnojarskiego (rejon tajmyrski (dołgańsko-nieniecki), do 31 grudnia 2007 r. Dołgańsko-Nieniecki (Tajmyrski) OA).
Najwyższy odsetek ludności narodowości nienieckiej (18,7%) zamieszkuje w Nienieckim Okręgu Autonomicznym. W okręgu Jamalsko-Nienieckim spadł on do 4,2% w wyniku intensywnego osadnictwa z lat 70. i 80. XX w.

### Warunki naturalne na ziemiach zamieszkanych przez Nieńców

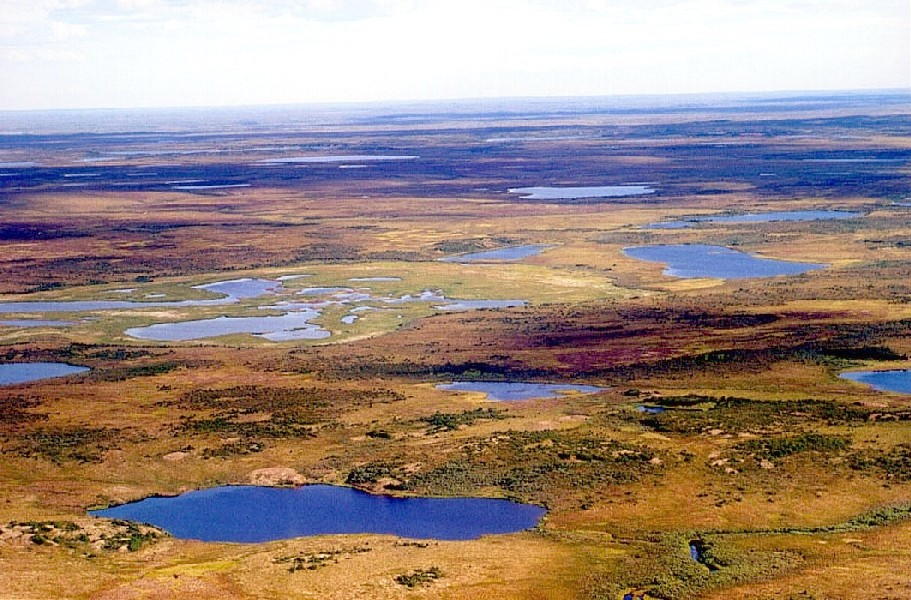
tundra w pobliżu Dudinki – typowy krajobraz ziem zamieszkanych przez Nieńców

Zdecydowana większość ziem zamieszkanych przez Nieńców znajduje się w strefie klimatów subpolarnych, a jedynie niewielkie obszary – w strefie polarnej i umiarkowanej chłodnej krainie kontynentalnej.
Klimaty te charakteryzują się dużymi zmianami temperatury i innych warunków pogodowych na przestrzeni roku, długą, chłodną i surową zimą z silnymi burzami śnieżnymi, porywistym wiatrem i zamieciami.
Najniższe temperatury spadają poniżej -50 °C. Lato (lub raczej ciepła pora roku) jest krótkie – średnio trwa ok. 50–60 dni, na południu – ok. 80 dni. Temperatura zwykle spada na stałe poniżej zera już we wrześniu lub październiku.
Znaczną część tego obszaru porasta roślinność tundrowa, złożona z mchów i porostów, traw i krzewinek oraz nielicznych karłowatych gatunków drzew (głównie wierzb i brzóz). Tundra w kierunku południowym stopniowo przechodzi w lasotundrę, w której występują pojedyncze drzewa (brzozy, świerki, modrzewie). Południowe krańce ziem zamieszkanych przez Nieńców porasta tajga.
Na obszarach tych znajdują się liczne rzeki i jeziora. Występuje też wieczna zmarzlina, co powoduje, że w okresie pozbawionym mrozów tworzą się liczne bagna.

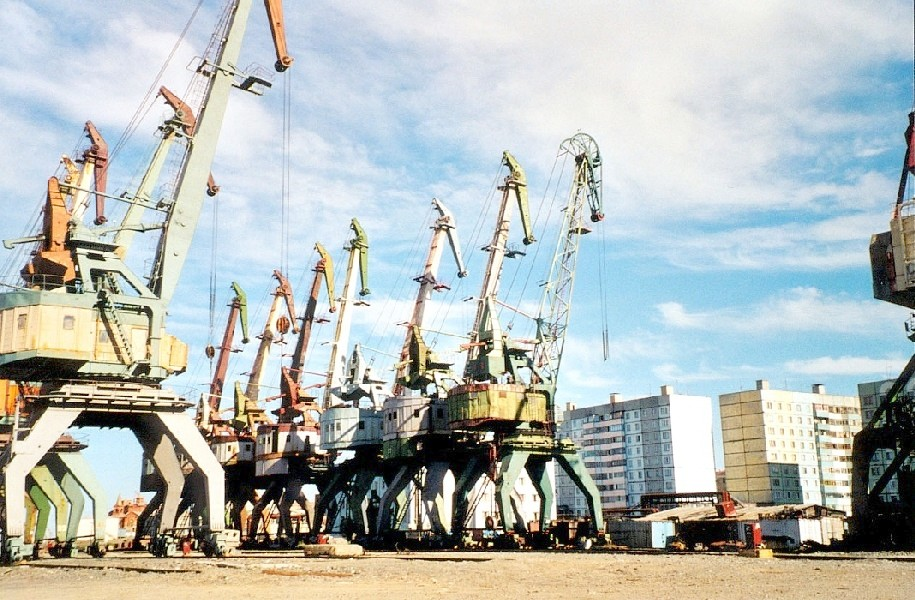
Dudinka – jedno z większych skupisk Nieńców

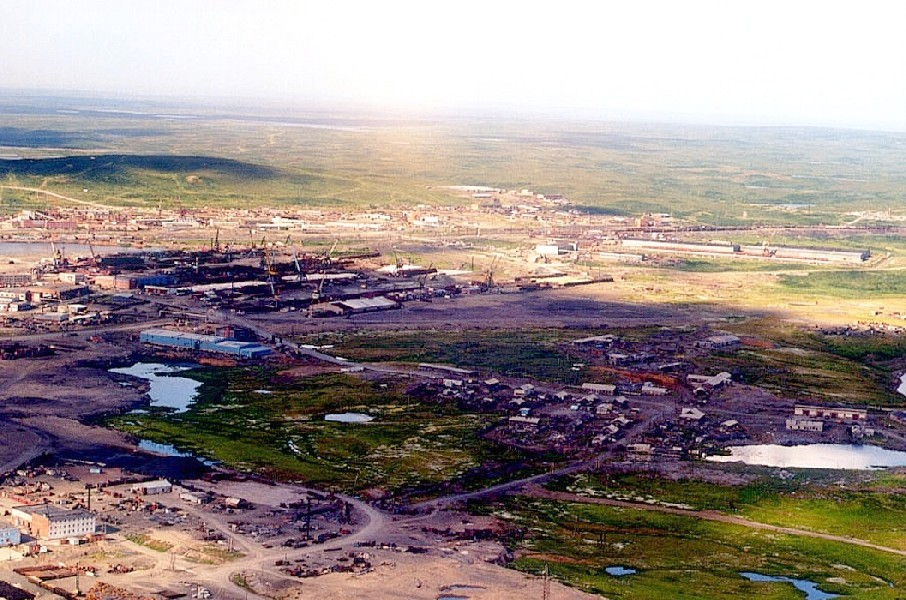
Port w Dudince

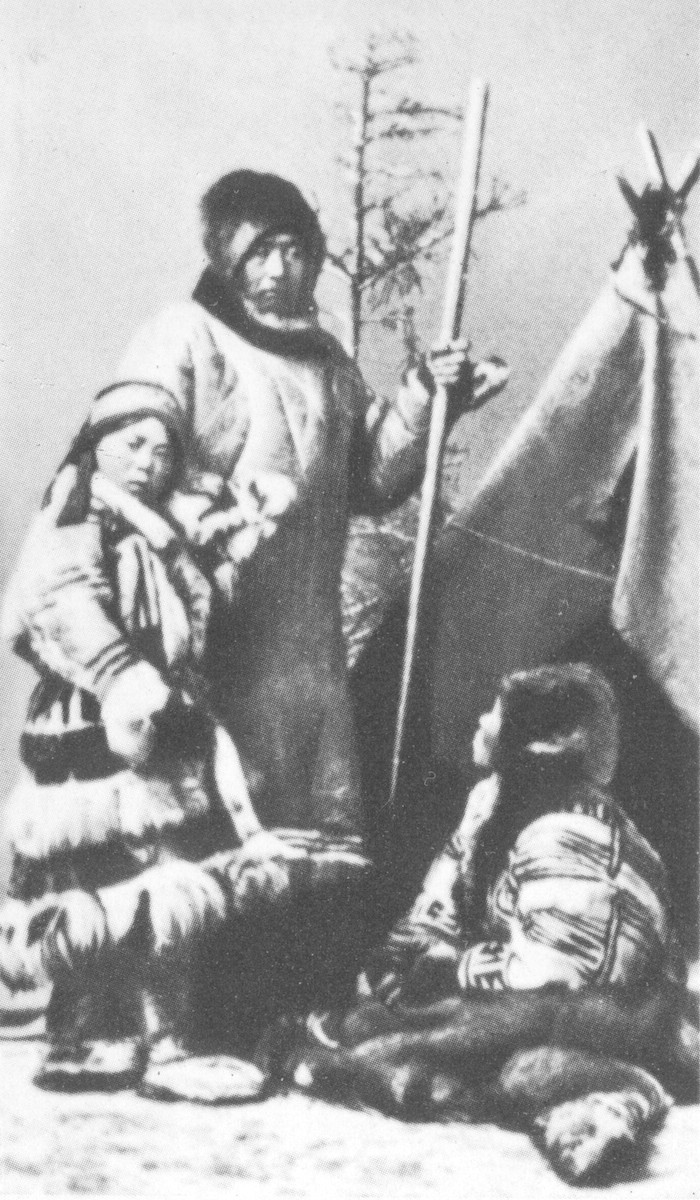
Nieńcy

### Zmiany liczebności Nieńców
| rok  | liczba Nieńców (według danych spisowych) | Odsetek Nieńców posługujących się językiem nienieckim |
| ---- | ---------------------------------------- | ----------------------------------------------------- |
| 1897 | 9427                                     | 100%                                                  |
| 1926 | 17 560                                   | b.d.                                                  |
| 1959 | 23 007                                   | 84,7%                                                 |
| 1970 | 28 705                                   | 83,4%                                                 |
| 1979 | 29 894                                   | 80,8%                                                 |
| 1989 | 34 665                                   | 77,1%                                                 |
| 2002 | 41 302                                   | 75,8%                                                 |

## Historia

### Etnogeneza
Pochodzenie narodów grupy samojedzkiej (w tym Nieńców) nie jest jasne i na ten temat wykształciło się kilka hipotez.
Według większości teorii ojczyzną Samojedów była południowa Syberia i stamtąd pod naporem ludów tureckich rozprzestrzenili się oni w położone bardziej na północ rejony. Jeszcze w XIX w. na obszarze południowej Syberii zamieszkiwały liczne ludy samojedzkie, m.in. Kamasyńcy, które stopniowo asymilowane były przez tureckojęzycznych sąsiadów. Nieńcy na obecnie zajmowanych obszarach pojawić się mieli ok. tysiąca lat p.n.e.
Według innych koncepcji Nieńcy wykształcili się ze zmieszania napływających z południa ludów z autochtonicznymi mieszkańcami polarnych rejonów pogranicza Europy i Azji.
W wiekach kolejnych ludy te wchłonęły pewne elementy eweńskie i ugryjskie i w wyniku tego na początku II tys. n.e. ostatecznie wykształcili się współcześni Nieńcy.
Systematyczne zasiedlanie przez Nieńców rejonów położonych coraz bardziej na północ jest jednak rzeczą pewną. Miało ono miejsce jeszcze w czasach historycznych, nawet w XIX w., Nieńcy pojawili się na terenach dotąd przez nich niezajmowanych: na południowych krańcach Nowej Ziemi i na Półwyspie Kolskim.

### Nieńcy pod wpływami ruskimi i rosyjskimi

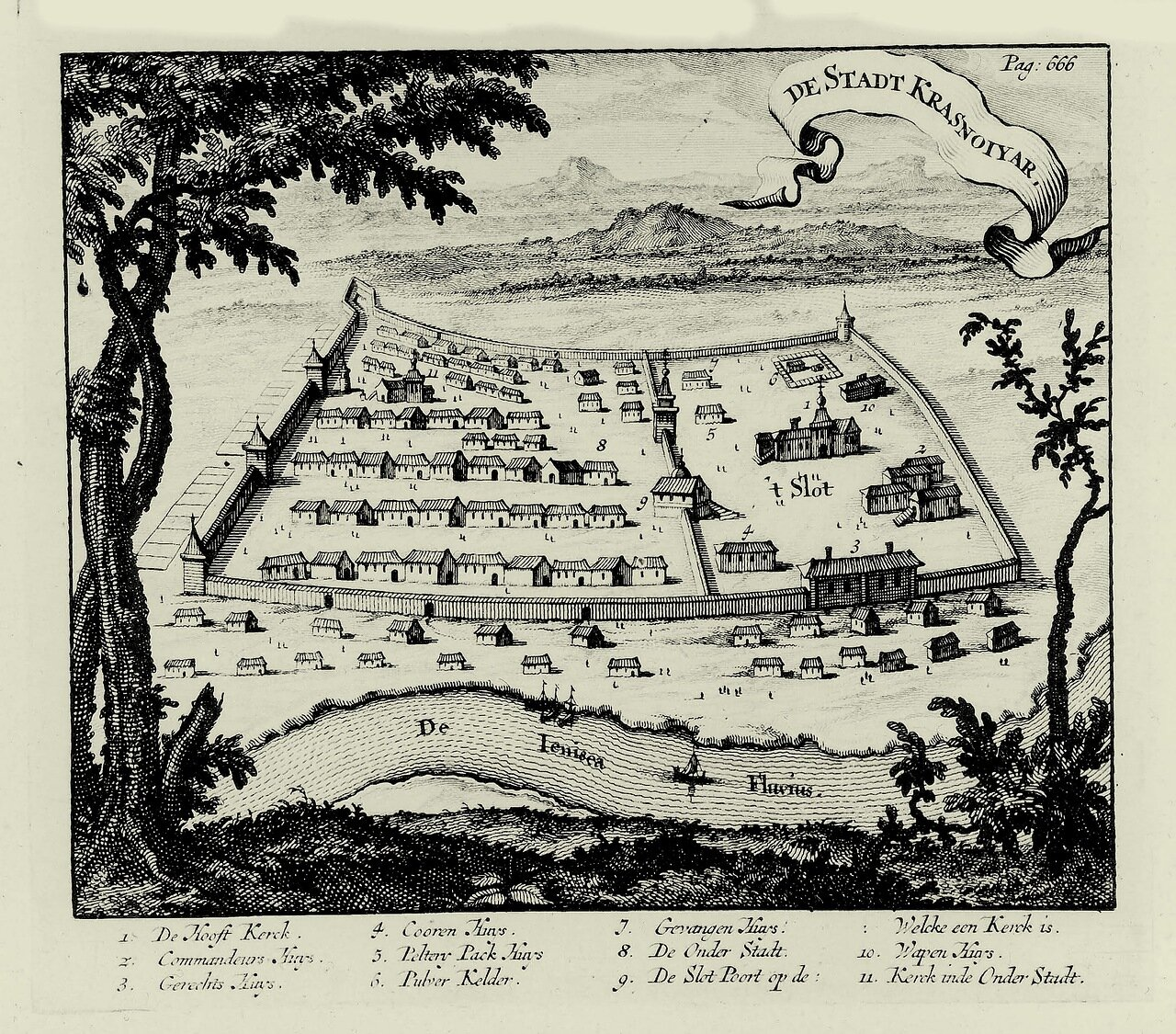
Krasnojarsk – do XIX w. rosyjskie centrum administracyjne ziem nienieckich (rycina z 1733 r.)

Pierwsze historyczne wzmianki o Nieńcach pojawiają się w kronice Nestora, który w Powieści minionych lat nieściśle zaliczał ich do Jugrów.
Od XIII do XV wieku zachodnie plemiona Nieńców znajdowały się pod wpływem Republiki Nowogrodzkiej i płaciły jej daninę. Od XIV wieku część, a do XV wieku niemal wszystkie ziemie Nieńców znalazły się w zależności od Tatarów. Likwidacja przez Rosję Chanatu Syberyjskiego i założenie fortecy w Krasnojarsku (1628) ostatecznie poddało Nieńców pod władzę carów, jednak przez okres ok. 100 kolejnych lat trwały walki nieniecko-rosyjskie.
Od XVIII w. następowały próby chrystianizacji Nieńców. Początkowo były one niezbyt skuteczne. Nieco większą skuteczność zaczęły przynosić od połowy XIX w.
Nieńcy, jako jeden z najliczniejszych narodów dalekiej północy, wywierali silny wpływ na kulturę innych ludów, zwłaszcza ugrofińskich. To od Nieńców przejęły one hodowlę reniferów oraz związany z nią koczowniczy styl życia. Północne plemiona Komi oraz część Chantów i Mansów przejęły także od Nieńców sposób budowy szałasów oraz ubiór.

### Nieńcy w XX w.

Godło Jamalsko-Nienieckiego Okręgu Autonomicznego

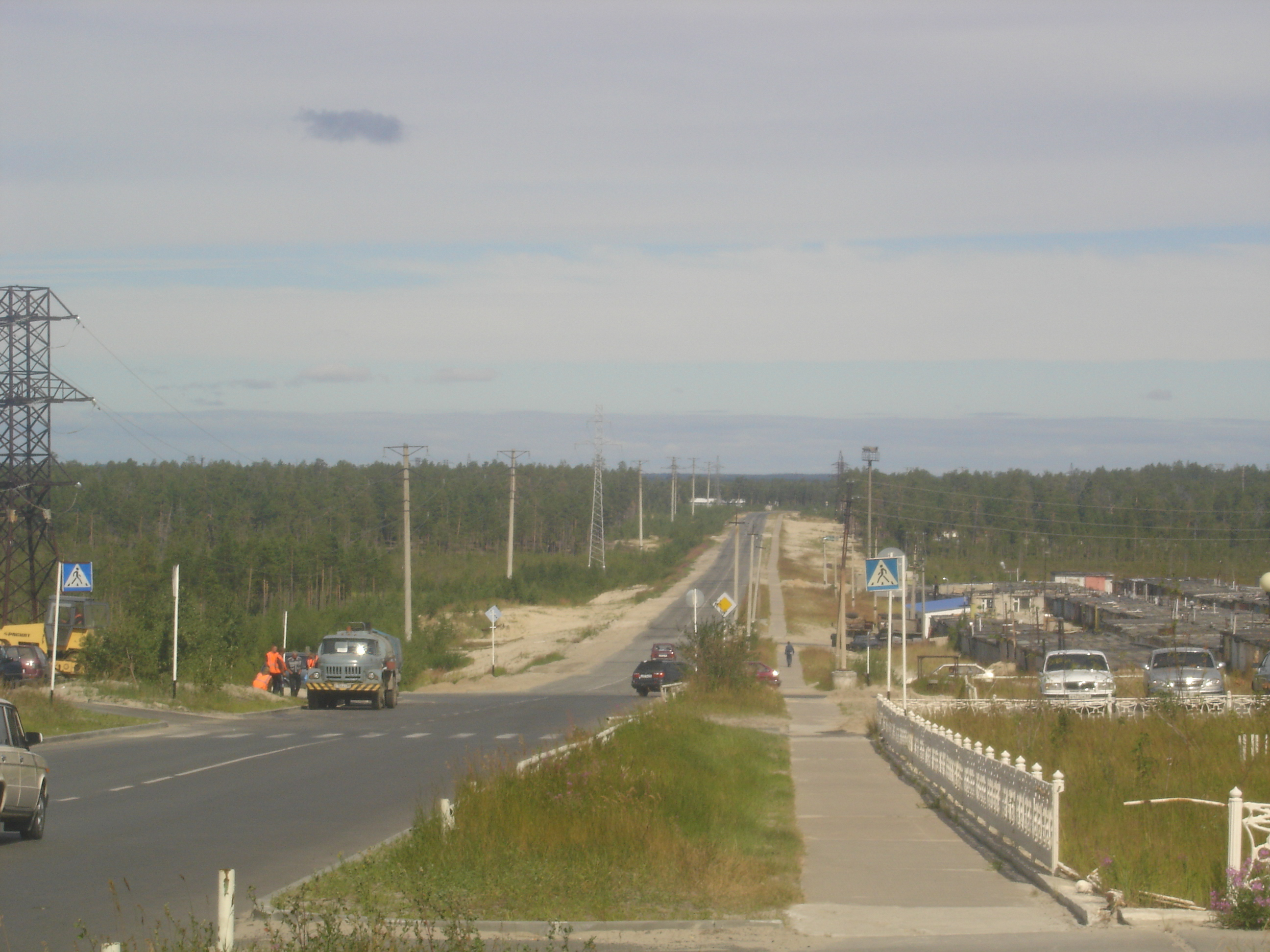
Nojabrsk – jedno z największych miast na ziemiach Nieńców, zamieszkane niemal wyłącznie przez ludność napływową

W okresie Związku Radzieckiego Nieńcom przyznano ograniczoną autonomię, tworząc w latach 1929 i 1930 kilka autonomicznych okręgów (noszących wówczas nazwę narodowościowy): Nieniecki Okręg Autonomiczny (z europejskiej części ziem nienieckich), Dołgańsko-Nieniecki (Tajmyrski) OA (wspólny dla Nieńców i Dołgan) oraz Jamalsko-Nieniecki OA (ze znacznym udziałem innych rdzennych narodów północy: Chantów, Selkupów, Nganasan i in.).
W latach 30. Nieńców nie ominęła kolektywizacja. Prowadzona dotąd przez indywidualnych właścicieli działalność gospodarcza (hodowla reniferów, rybołówstwo), odtąd miała odbywać się w obrębie kołchozów. Spowodowało to opór, zwłaszcza ze strony hodowców renów, który przybrał także postać zbrojnych ataków na Rosjan.
W okresie radzieckim poza przymusem przyjęcia uspołecznionego modelu gospodarek Nieńcy znajdowali się w relatywnie dobrej sytuacji, a dążenia do zachowania ich kultury, tradycji i języka spotykały się z pozytywnym przyjęciem ze strony władz.
Od lat 50. tereny zajmowane przez Nieńców zaczęły stawać się obszarem uprzemysłowionym. Rozwijało się m.in. wydobycie metali kolorowych, np. niklu. W latach 70. odkryto tu olbrzymie złoża gazu ziemnego. Spowodowało to gwałtowny napływ osadników z całego obszaru ZSRR, głównie Rosjan. W ciągu kilku lat powstała spora liczba osad i miast, m.in. ponad stutysięczny Nowy Urengoj (założony w 1973 r.) i Nojabrsk (zał. w 1976). W związku z napływem osadników udział Nieńców w populacji Jamalsko-Nienieckiego OA spadł do 4,2%.
Przewaga ludności napływowej spowodowała też, iż z dniem 1 stycznia 2007 zlikwidowano autonomię nieniecką w Dołgańsko-Nienieckim Okręgu Autonomicznym. Obszar ten jako rejon tajmyrski, w wyniku referendum, wszedł w skład Kraju Krasnojarskiego.

## Tradycyjny tryb życia

### Gospodarka

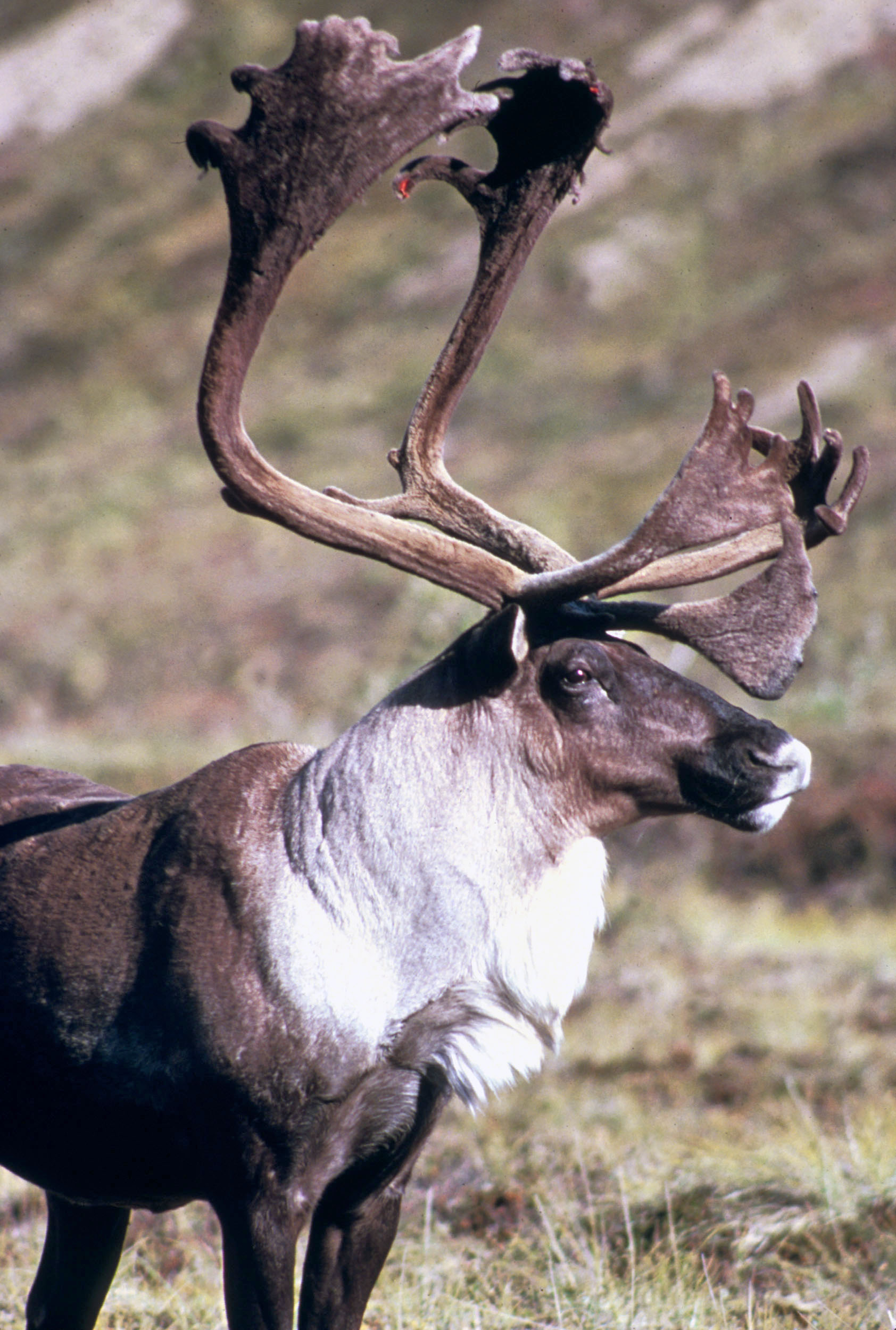
renifer – podstawa nienieckiej gospodarki do poł. XX w.

Tradycyjnymi zajęciami Nieńców było na wpół koczownicze myślistwo i rybołówstwo. Polowano na większość gatunków zwierząt zamieszkujących obszary zajmowane przez Nieńców, m.in. na dzikie renifery. Ponadto Nieńcy zajmowali się hodowlą udomowionych reniferów, jednak to zajęcie stało się dominującą gałęzią gospodarki tego ludu dopiero od połowy XVIII w.]
Na obszarach nadmorskich pewne znaczenie miało polowanie na ssaki morskie.
W okresie radzieckim gospodarka nieniecka przeszła znaczące zmiany. Większość Nieńców znalazło zatrudnienie w przemyśle (głównie rybnym, od lat 80. też naftowym i gazowym) i zarzuciło koczowniczy tryb życia. Hodowla reniferów straciła nieco na znaczeniu, jednak nadal część rodzin prowadziła tradycyjną gospodarkę i związany z nią koczowniczy tryb życia. Działalność ta prowadzona była w obrębie kołchozów.
Obecnie koczownicza hodowla renów stanowi źródło utrzymania dla większej niż w okresie ZSRR części Nieńców, niemniej jednak stanowią oni mniejszość populacji. Większość tego ludu zamieszkuje stałe osady i pracuje przy eksploatacji naturalnych bogactw tundry i tajgi oraz usługach.
W okresie ZSRR wykształciła się nieniecka inteligencja, pracująca obecnie m.in. w oświacie i służbie zdrowia.

### Ustrój społeczny
Do końca XIX w. podstawą nienieckiej społeczności były patrylinearne rody. Społeczeństwo (poza obszarami lasów) dzieliło się na dwie egzogamiczne fratrie.

### Życie codzienne

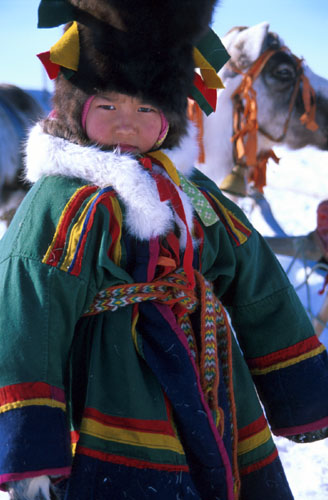
Dziecko nienieckie w tradycyjnym stroju

Odzież nieniecka oraz obuwie wykonane były ze skór, głównie renifera. Często były one bogato zdobione.
Głównymi składnikami pożywienia było mięso reniferów i ryby. Dietę tę uzupełniano dzikimi owocami i ziołami porastającymi tundrę i lasotundrę. W okresie późniejszym dość drogie i przez to świąteczne i luksusowe pożywienie stanowiły dobra konsumpcyjne nabywane od Rosjan: mąka, niektóre warzywa.
Podstawowym środkiem transportu były niewielkie, lekkie sanie, zaś w okresie letnim, z uwagi na bogatą sieć rzek i jezior, największe znaczenie miał transport wodny.

### Domy
Do XVIII w. niemal wszyscy Nieńcy mieszkali w tradycyjnych domach. Dziś jest to jednak mniejszość. Mają one postać szałasów, których konstrukcja wykonana jest z żerdzi, pokrytych w okresie zimowym – skórami reniferów, a latem – korą brzozową.
Obecnie większość Nieńców zamieszkuje w domach budowanych na wzór rosyjski w stałych osadach. Największymi skupiskami Nieńców są m.in. Narjan-Mar, Salechard i Peczora.

## Religia
Tradycyjna religia Nieńców zaliczana była, podobnie jak wierzenia innych syberyjskich ludów, do szamanizmu. Nieńcy wierzyli w liczne duchy władające poszczególnymi elementami otaczającej ich rzeczywistości: niebem, ziemią, ogniem, rzekami, zjawiskami przyrody, itd.
Już w XIX w. część Nieńców, zamieszkujących zwłaszcza w europejskiej części nienieckich ziem, przyjęła prawosławie.
Obecnie większość Nieńców formalnie wyznaje prawosławie, zaś niezbyt wielkie grupy koczowników pozostały nieschrystianizowane. Jednak także wśród formalnie prawosławnych pozostały elementy dawnych wierzeń, tym silniejsze, im bardziej ich życie związane jest z tradycyjnym stylem życia.

## Badania nad kulturą i językiem
Badania nad kulturą i językiem Nieńców przez długi czas miały charakter fragmentaryczny. Zajmowali się nimi m.in. Ph.J. von Strahlenberg, D.G. Messerschmidt, J. von Klaproth, A.G. Schrenk, J.S. Vater i in. Systematyczne badania rozpoczęły się dopiero w połowie XIX w., kiedy to wydano zarys gramatyki języka nienieckiego (1854 r.) i słownik tego języka (1855). Największe jednak znaczenie miały działania podjęte w latach 20. i 30. XX w.

## Język
Językiem ojczystym Nieńców jest język nieniecki, należący do języków samojedzkich (samodyjskich) w obrębie języków uralskich. Język ten posiada 2 główne dialekty:
- tundrowy – używany przez zdecydowaną większość narodu (ok. 29 tys. osób), używany na obszarze tundry (stąd nazwa), oraz
- leśny – używany przez ok. 2 tys. osób zamieszkujących w górnym i środkowym biegu rzeki Pur oraz w rejonie źródeł rzeki Nadym i wzdłuż niektórych dopływów środkowego Obu. Tereny te leżą w strefie lasów północnych (tajgi), co stało się podstawą nazwania tego dialektu.

Od XX wieku coraz częściej językiem ojczystym Nieńców jest język rosyjski. Zdecydowana większość Nieńców (wśród młodszego pokolenia – wszyscy) zna ten język w stopniu umożliwiającym swobodną komunikację, natomiast dla ok. 10 tys. osób (ok. 1/4 populacji) rosyjski jest językiem ojczystym.

### Piśmiennictwo
Piśmiennictwo w języku nienieckim pojawiło się dopiero w XIX wieku, wraz z przybyciem misjonarzy. W okresie wcześniejszym Nieńcy stosowali jedynie znaki piktograficzne.
W 1830 r. archimandryta Wieniamin (Beniamin) Smirnow opublikował pierwsze teksty w języku nienieckim; miały one charakter religijny. W okresie późniejszym publikacje, także zazwyczaj religijne, ukazywały się sporadycznie.

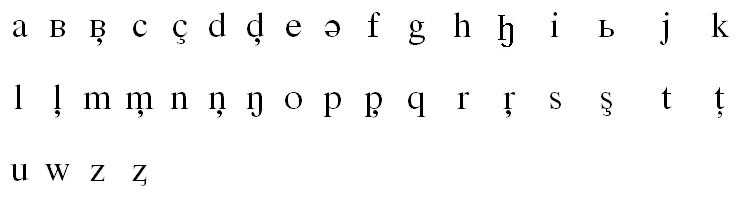
Alfabet łaciński z dodatkowymi znakami, przystosowany do zapisu języka Nieńców, używany w latach 1931–1937

Właściwa literatura nieniecka w formie pisanej pojawiła się dopiero w latach 30. XX wieku, kiedy to w języku nienieckim spisano tradycyjne opowieści tego ludu i pojawiły się książki i czasopisma o różnorakim charakterze. Zdecydowana  większość piśmiennictwa wytworzona została w dialekcie tundrowym. Do zapisu języka stosowano początkowo (w latach 1931–1937) alfabet łaciński (uzupełniony o dodatkowe znaki), a następnie cyrylicę, także uzupełnioną o kilka dodatkowych liter.
Alfabet używany do zapisu języka nienieckiego
| А а | Б б | В в | Г г | Д д | Е е | Ё ё | Ж ж |
| З з | И и | Й й | К к | Л л | М м | Н н | Ӈ ӈ |
| О о | П п | Р р | С с | Т т | У у | Ф ф | Х х |
| Ц ц | Ч ч | Ш ш | Щ щ | Ъ ъ | Ы ы | Ь ь | Э э |
| Э̇ э̇ | Ю ю | Я я | '   | "   |     |     |     |

## Problemy społeczne
Wraz ze zmianą tradycyjnego stylu życia wśród Nieńców pojawiły się liczne problemy społeczne: alkoholizm, bezrobocie, samobójstwa. W wyniku tego, jak też chorób spowodowanych zatruciem środowiska wskutek nieekologicznych metod prowadzenia przemysłu, średnia długość życia wśród Nieńców spadła poniżej 50 lat, co nawet jak na warunki rosyjskie jest wartością bardzo niską.